# Linha de Viskadal
A Linha de Viskadal (em sueco: Viskadalsbanan) é uma via férrea que segue o vale do rio Viskan de Borås até Varberg, no litoral do estreito do Categate.
Tem um carácter local devido a ter numerosas paragens em pequenas localidades.

Tem uma extensão de 84 km, com via única, e está completamente eletrificada.

É utilizada principalmente para transporte de passageiros, tendo o tráfego de mercadorias diminuido substancialmente em 2014.

Muitos comboios provenientes de Varberg, depois de chegarem a Borås, continuam pela linha de Älvsborg em direção a Herrljunga e Uddevalla.

## Itinerário
A linha atravessa as cidades:

- Borås
- Kinna
- Varberg

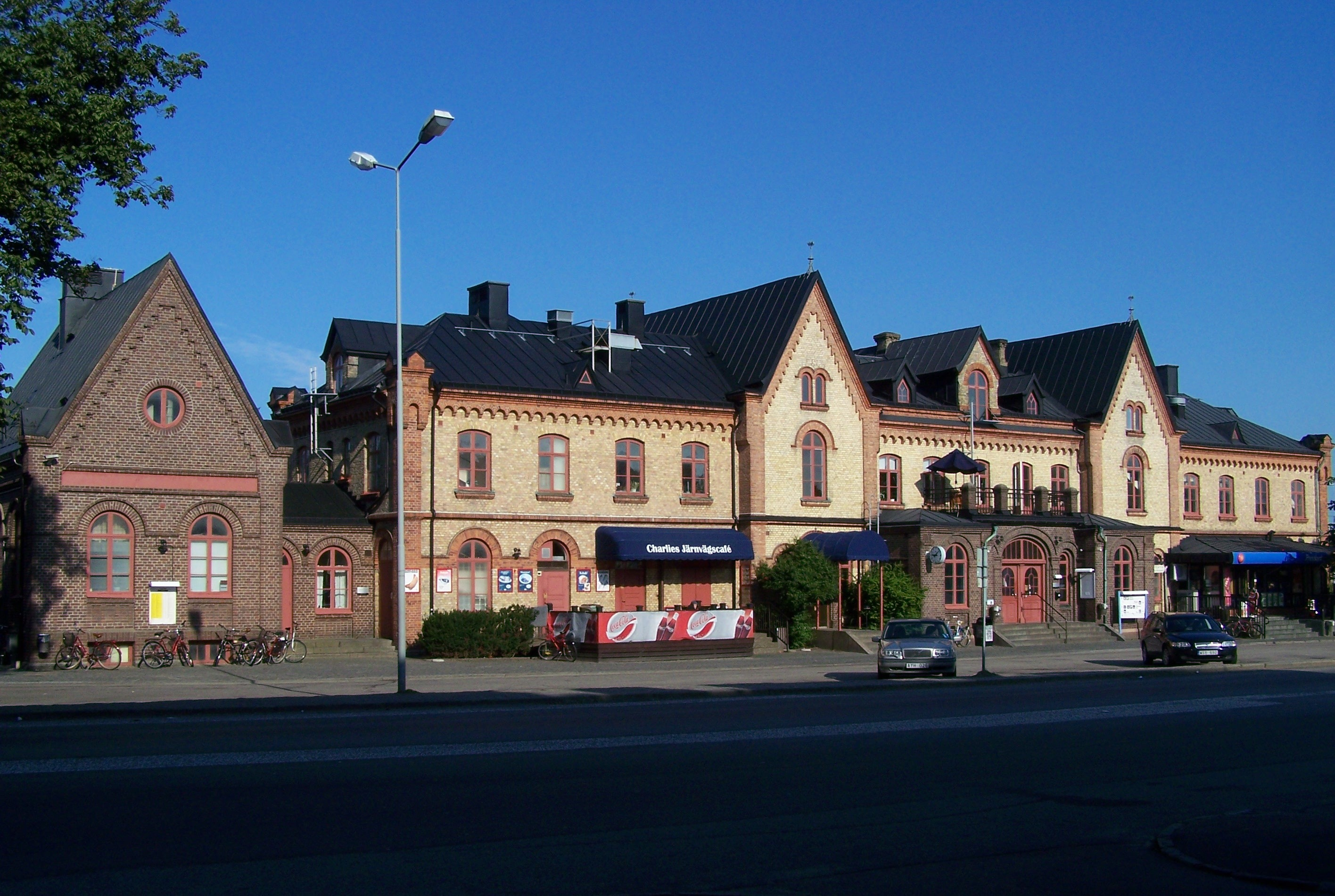
A estação de Varberg
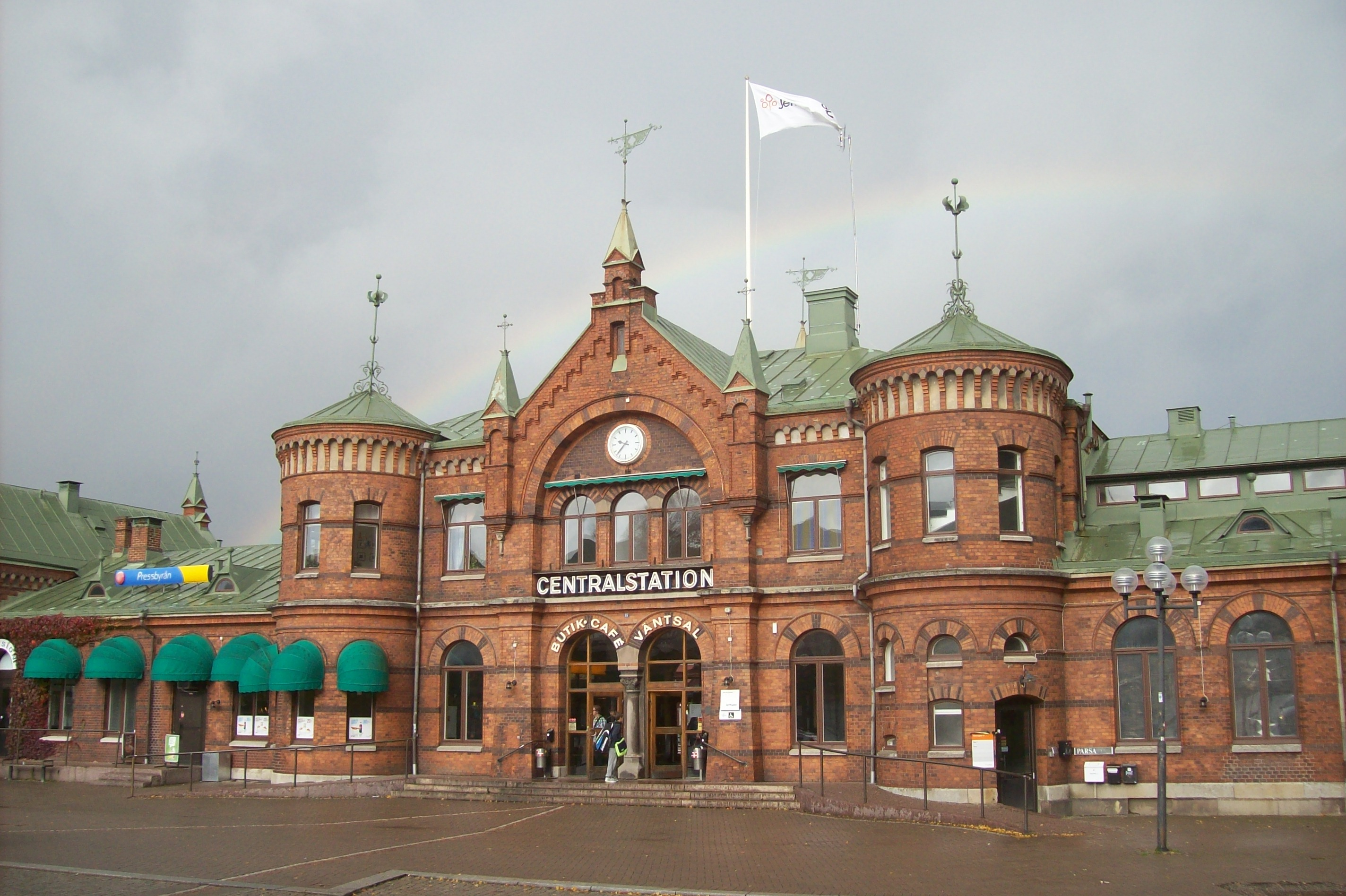
A estação de Borås